# Passion (filme de 2012)
Passion (bra: Passion; prt: Paixão) é um filme franco-alemão de 2012, do gênero suspense, dirigido por Brian De Palma, com roteiro de Natalie Carter, Alain Corneau e do próprio diretor  e estrelado por Rachel McAdams e Noomi Rapace.
Selecionado para competir pelo Leão de Ouro no 69º Festival Internacional de Cinema de Veneza, é um remake em inglês do thriller de Alain Corneau Crime d'amour (2010),

## Sinopse
Christine, uma executiva de publicidade americana que trabalha na Alemanha, está trabalhando com sua protegida Isabelle em uma campanha publicitária para um novo smartphone. Isabelle, que está secretamente tendo um caso com o namorado de Christine, Dirk, tem uma ideia de marketing bem recebida. Quando Christine afirma que é sua, Isabelle fica decepcionada, mas se reconcilia com sua chefe quando Christine conta a história de como sua irmã gêmea morreu. Por insistência de sua leal assistente Dani, Isabelle carrega uma versão criada por ele na web, onde ela se torna viral. Irritada com a atenção que Isabelle recebeu, Christine promete vingança, provocando-a com uma fita de sexo que Isabelle havia feito com Dirk. Depois que Isabelle zangada bate seu carro na garagem da empresa, Christine compartilha as imagens de segurança com o resto da empresa, humilhando Isabelle, que entra em depressão e começa a abusar de pílulas. Christine tenta despedir Dani e depois ameaça Isabelle com uma carta que ela digitou no computador de Isabelle, prometendo vingança.
Depois que Christine é encontrada morta, Isabelle é presa e confessa o assassinato enquanto está em um estupor induzido por drogas. Com base em suas confissões, a nota de vingança e fibras combinando com um lenço que Isabelle foi vista usando, a polícia a acusou de assassinato. No entanto, eles descartam as acusações quando descobrem alguém que viu Isabelle na ópera naquela noite e quando Dani descobre o cachecol de Isabelle, sem danos, em seu apartamento. A polícia descobre que Dirk, que estava na vizinhança no momento do assassinato, estava desviando dinheiro e Christine descobriu isso. Quando encontram um cachecol ensanguentado no carro, o prendem.
Eventualmente, é revelado que Isabelle havia assassinado Christine, e preparou tudo para convencer a todos que ela estava tendo um colapso nervoso enquanto acusava Dirk pelo crime. Dani, que está secretamente apaixonada por Isabelle, revela que ela havia capturado Isabelle em vídeo em vários momentos durante a noite do assassinato. Dani então tenta chantagear Isabelle se tornando sua amante. Naquela noite, Isabelle tem um sonho estranho, onde estrangula Dani depois de ser seduzida por ela, mas não antes de Dani enviar o vídeo incriminando Isabelle ao investigador detetive. De repente, a irmã gêmea de Christine aparece e estrangula Isabelle por trás com um lenço manchado de sangue. No momento seguinte, Isabelle acorda em seu próprio quarto do pesadelo, apenas para enfrentar um novo quarto com Dani morta ao pé de sua cama.

## Elenco
- Rachel McAdams como Christine Stanford
- Noomi Rapace como Isabelle James
- Karoline Herfurth como Dani
- Paul Anderson como Dirk Harriman
- Rainer Bock como inspetor Bach
- Benjamin Sadler como procurador

## Produção
Noomi Rapace foi escalada como Isabelle depois que De Palma encontrou um diretor em Nova York que estava interessado em ter Rapace em seu filme. O diretor deu a De Palma alguns dos filmes suecos de Rapace, e De Palma ficou impressionado com as performances de Rapace. Ele viu a performance de Rachel McAdams em Mean Girls e decidiu escalá-la como Christine.
O filme foi rodado em Berlim. Marcos notáveis incluem o prédio do DZ Bank. De Palma usou filme de 35 mm para filmar.

## Lançamento
Passion foi exibida em competição no 69º Festival Internacional de Cinema de Veneza, em setembro de 2012. A Metrodome, distribuidora britânica do filme, enviou o filme diretamente para DVD e vídeo sob demanda, afirmando que: "Brian De Palma tem uma base de fãs incorporada, mas pode ser difícil lançar um gênero como esse no cinema. É um mercado teatral turbulento e achamos que essa é a melhor maneira de lançar o filme para o público do Reino Unido".

## Recepção
No site Rotten Tomatoes, o filme tem um índice de aprovação de 33% com base em 70 comentários, e uma classificação média de 5,49/10. O consenso crítico do site diz: "Para o bem e para o mal, Passion é a exploração sexual vintage de Brian De Palma - embora com uma história mais absurda do que a maioria, ele não gera tanto calor quanto o seu trabalho mais quente". Metacritic calcula uma pontuação média ponderada 53 de 100 críticas baseadas em 22, significando "críticas mistas ou médias".
Robert Bell de Exclaim! classificaram o filme em 8 de 10, escrevendo: "É lamentável que aqueles que não estão familiarizados com o trabalho do diretor não tenham absolutamente nenhum contexto para as mudanças tonais abstratas e oblíquas ou as referências, deixando-os a julgar o filme como terrível". Eric Kohn, da IndieWire, atribuiu ao filme uma nota "B" e Alan Pyke, da Tiny Mix Tapes, atribuiu ao filme 2,5 de 5 estrelas. Peter Sobczynski, de Roger Ebert.com, atribuiu ao filme uma classificação de quatro estrelas, chamando-o de "um thriller fascinante" e DePalma "um dos grandes sedutores do cinema".
Neil Young, do The Hollywood Reporter, analisou o filme negativamente, comentando que "a impressão é que De Palma está se entregando a homenagens aos seus maiores sucessos hitchcockianos, com resultados que se aproximam da auto-paródia de vez em quando e enfatizam até que ponto a estrela criativa do diretor, que antes se destacou, despencou".
Brian Clark, da Twitch Film, publicou uma crítica mista, enquanto Ben Sachs, do Chicago Reader, escreveu uma crítica favorável, observando que De Palma entrelaça temas como poder corporativo, publicidade, desejo sexual, relacionamentos sadomasoquistas e desejo de amor com uma musicalidade. comparável ao seu estilo visual. Calum Marsh, da Esquire, escreve: "O que faz da Passion uma abordagem tão distintamente moderna do thriller erótico agora antiquado é que ele tem um forte senso de humor sobre si".

## Bilheteria
Lançado em catorze cinemas, Passion ficou em 54º lugar nas bilheterias durante o fim de semana de seu lançamento, com uma receita total correspondente de US$ 33.400 — após quatro semanas, o total de receitas do filme era de US$ 92,1 mil. Em 26 de setembro de 2013, Passion arrecadou um total de US$ 1,3 milhão em ingressos fora dos EUA, enquanto a receita acumulada de bilheteria global para o filme era de US$ 1,4 milhão.